# Иерусалимский, Владимир Вениаминович
Влади́мир Вениами́нович Иерусали́мский (17 сентября 1933, Ряжск — 21 января 2013, Химки) — советский спортсмен (лыжи) и тренер (биатлон).

## Биография
Лыжником выступал за общества "Буревестник" (Москва) и «Спартак». Мастер спорта СССР по лыжному спорту (1957).
В составе сборной Москвы завоевал золото и бронзу чемпионата СССР в эстафете 4×10 км (1962 и 1961 гг. соответственно), в личном зачете на Чемпионате СССР 1962 г. — серебряный призер в гонке на 70 км и бронзовый — в 30-километровке..
В 1966 году Иерусалимский получил назначение в сборную СССР по биатлону, в которой, помогая Александру Привалову, отвечал за лыжную подготовку. Тандем проработал в национальной команде до 1974 года.
Главный тренер сборной СССР по биатлону (1966—1974, 1982—1987). Среди его учеников — Маматов, Гундарцев, Сафин — Кашкаров, Медведцев, Васильев, Чепиков, Майгуров.
Константин Бойцов, специально для Biathlonrus.com в статье «Гонку закончил…» написал о великом тренере:
«С тех пор как в 1996 году он ушел из биатлона о нем редко вспоминали. Почему? Чем провинился этот бессребреник перед отечественным биатлоном? Почему его никуда не приглашали, не отмечали ничем? Почему даже у меня, пристрастно интересующегося журналиста в начале нулевых сложилось впечатление, что Иерусалимского с нами уже нет? Он не просил для себя денег — пока мог попросить (думаю, вернись к нему сейчас речь, не попросил бы и теперь), но стипендия СБР очень пригождается семье заслуженных пенсионеров в их повседневной жизни. Впрочем, куда больше они нуждаются теперь в простом человеческом внимании тех, с кем Владимир Вениаминович делал биатлон — его славу, его традиции…
Биатлон молод, но его пионеры успели состариться, а память о них, даже тех кто еще живет среди нас… Незаметно ушли первый чемпион мира и олимпийский чемпион Владимир Меланин, участники первого чемпионата мира и призеры последующих первенств Дмитрий Соколов и Валентин Пшеницын… На улице 9 мая в продавленном кресле тесной комнаты с окнами на Ленинградку почти неподвижно доживает свой век Владимир Иерусалимский. Неужели такова судьба великих тренеров?»

## Награды
- медаль «За трудовое отличие» (30.05.1969)